# Copa do Mundo de Esqui Alpino de 1987
A Copa do Mundo de Esqui Alpino de 1987 foi a 21º edição da Copa do Mundo, ela foi iniciada em agosto de 1986 na Argentina e finalizada em março de 1985 na Iugoslávia.
O suíço  Pirmin Zurbriggen venceu no masculino, enquanto no feminino a suíça Maria Walliser foi a campeã geral.